# Stadtfriedhof St. Maximi (Merseburg)

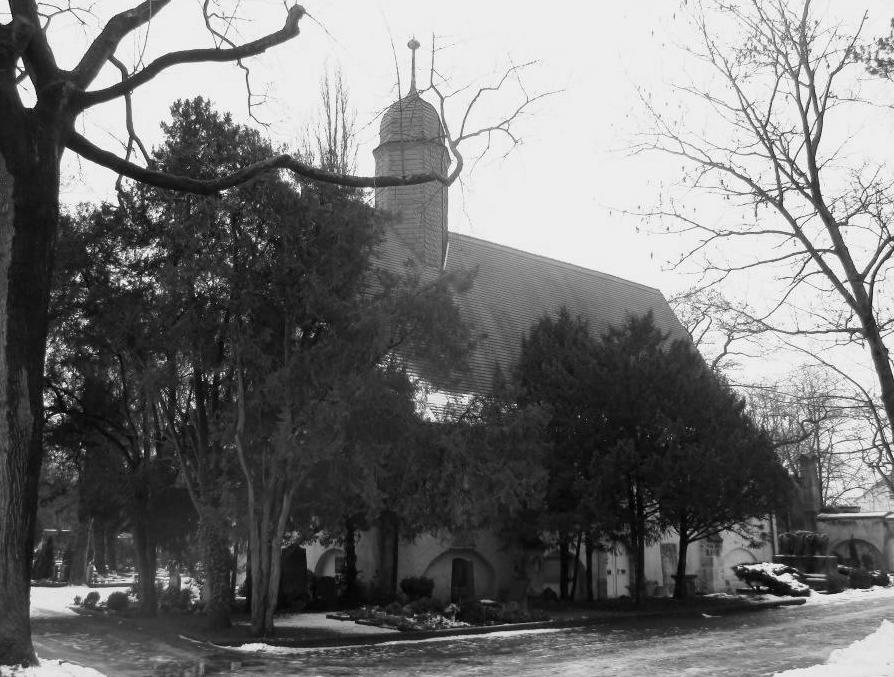
Friedhofskapelle

Der Stadtfriedhof St. Maximi ist der älteste erhaltene Friedhof der Stadt Merseburg. Er ist als Baudenkmal mit der Erfassungsnummer 094 20225 im Denkmalverzeichnis verzeichnet.

## Lage und Geschichte
Der Begräbnisplatz zwischen der Naumburger Straße, der Leunaer Straße, der Freiligrathstraße, der Abbestraße und der Weißenfelser Straße wurde 1581 als Pestfriedhof vor dem damaligen Sixtitor angelegt und später mehrfach vergrößert. Benannt wurde er nach der Hauptkirche der Stadt St. Maximi, was ungewöhnlich wirkt, da sich direkt neben dem Friedhof die Kirche St. Sixti befindet. Dies drückt aber seine Funktion als Stadtfriedhof aus. Zudem erhielt der Friedhof, kurz vor dem Dreißigjährigen Krieg, eine eigene Friedhofskapelle.
Der Friedhof wurde mindestens dreimal vergrößert, nämlich in den Jahren 1726, 1838 und 1908. Nach dem Ersten Weltkrieg schuf man ein Denkmal für die Toten des Kriegsgefangenenlagers, hauptsächlich Engländer, Franzosen und Russen, dann eines für die Toten der Märzkämpfe (1921). Nach dem Zweiten Weltkrieg kam eine Gedenkanlage für die Kriegs- und Bombenopfer hinzu, die im Jahr 1994 um einen Gedenkstein erweitert wurde.
Im Jahr 1971 wurde der Friedhof durch die Stadtverwaltung geschlossen und zwei Jahre nach der Wende 1991 wieder in Benutzung genommen. Die älteren Teile stehen unter Denkmalschutz. Trotz der teilweisen Beräumung sind zahlreiche historische Grabdenkmäler der Barockzeit, unter anderem von den Merseburger Bildhauern Hoppenhaupt, Trothe und Agner erhalten. Am bekanntesten sind die Plastiken Tod und Totengräber, die Christian Trothe im Jahr 1727 schuf, die auf dem Tor neben der Friedhofskapelle stehen. Dort in der Nähe befindet sich auch die Grablegung Christi von Georg Busch, die im Jahr 1913 entstand. Da der Friedhof im Jahr 2012 Opfer eines größeren Raubzuges wurde, und um die Skulpturen vor Witterungseinflüssen zu schützen, sind die wertvollsten Grabmäler und Skulpturen nur noch als Kopien hier vorzufinden.

## Friedhofskapelle
Im nördlichen Teil der Friedhofsanlage befindet sich die von 1613 bis 1614 errichtete Friedhofskapelle. In ihr wurde später ein Altar der Kirche St. Sixti untergebracht. Sie wird auch als Gottesackerkirche bezeichnet.

## Denkmäler

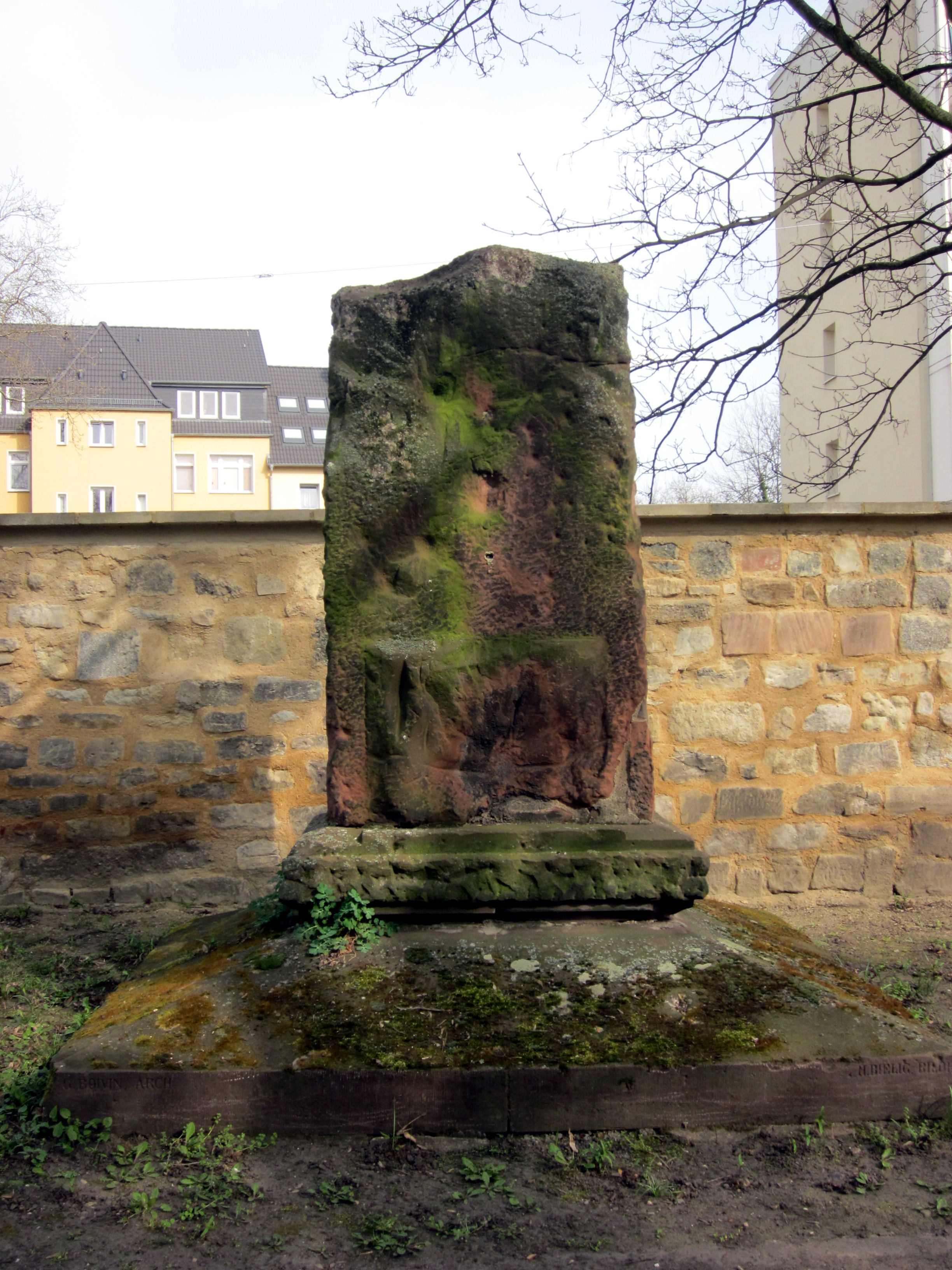
Gedenkstele Kriegsgefangenenlager Erster Weltkrieg

### Grablegung Christi
Das Denkmal Grablegung Christi ist eine Plastik aus Bronze, die eine Personengruppe auf einer Fußreise zeigt. Bei der Personengruppe handelt es sich um die Jünger die Jesus zum Grab tragen. Das Denkmal zeigt den Schmerz über den Verlust von Jesus. Der Sockel trägt auf drei Seiten eine Inschrift, die kaum noch zuerkennen ist. Sie ist ein Bibelzitat und lautet Niemand hat grössere Liebe denn die, Dass er sein Leben lasset für seine Freunde Joh.XV XIII. Das Denkmal wurde 1913 durch den Bildhauer Georg Busch geschaffen und befindet sich an der Nordseite der Friedhofskapelle.

### Kriegsgefangenendenkmal
Neben anderen Denkmälern für verschiedene Kriege befindet sich auch ein Denkmal für die in Kriegsgefangenschaft verstorbenen Soldaten. Es befindet sich im südöstlichen Teil, nahe der östlichen Friedhofsmauer der Friedhofsanlage. Laut der Informationstafel am nördlichen Eingang wurde das Denkmal 1919 für die während des Ersten Weltkriegs im Merseburger Kriegsgefangenenlager verstorbenen englischen, französischen und russischen Gefangenen eingeweiht. Undeutlich ist auf der linken Seite im unteren Bereich eine Inschrift in russischer und auf der rechten Seite in englischer Sprache erkennbar. Die englische Inschrift ist beschädigt. Übersetzt lauten die Inschriften Unseren Kameraden, die in Gefangenschaft verstarben. Man geht davon aus, dass sich auf der Vorderseite auch eine Inschrift in französischer Sprache befand.

### Opfer von Krieg und Gewaltherrschaft
Im Südwesten der Friedhofsanlage befindet sich ein Gedenkanlage für die Opfer von Krieg und Gewaltherrschaft, ursprünglich Gedenkanlage für die Kriegs- und Bombenopfer. Die Gedenkanlage besteht aus einer Bodenvertiefung, in deren Hänge 7 Gedenktafeln mit den Namen der Toten gelegt wurden. Die Tafel umfassen insgesamt 400 namentlich bekannte Tote sowie 29 unbekannte Opfer durch die 23 Bombardierungen der Region Merseburg/Leuna während des Zweiten Weltkriegs. 1994 wurde in der Mitte der Gedenkanlage ein weiterer Gedenkstein mit der Inschrift DEN OPFERN VON KRIEG UND GEWALTHERRSCHAFT errichtet und die Gedenkanlage umbenannt.

## Grabstätten
- Carl von Basedow (1799–1854), Arzt
- Wilhelm Bithorn (1858–1928), Domprediger in Merseburg
- Margarete Bothe (1914–1945), Historikerin, NS-Opfer
- François de Broglie, Graf von Revel (1720–1757), französischer General
- Gustav Graul (1869–1953), Baumeister
- Werner Häußler (1914–1965), Professor und Direktor des Instituts für Maschinenkunde an der Technischen Hochschule für Chemie Leuna-Merseburg
- Maximilian Herrfurth (1863–1933), Fotograf
- Gustav Pretzien (1869–1956), Heimatforscher
- Otto Rademacher (1847–1918), Historiker
- Theodor Rössner (1874–1918), Zeitungsverleger, Gründer und Herausgeber des Merseburger Korrespondent
- verschiedene barocke Wandgrabmäler der Stadtgeschichte (Ratsherr, Stadtrichter, Fuhrmann, Seifensieder, Chirurg, kursächsischer Kammerherr)

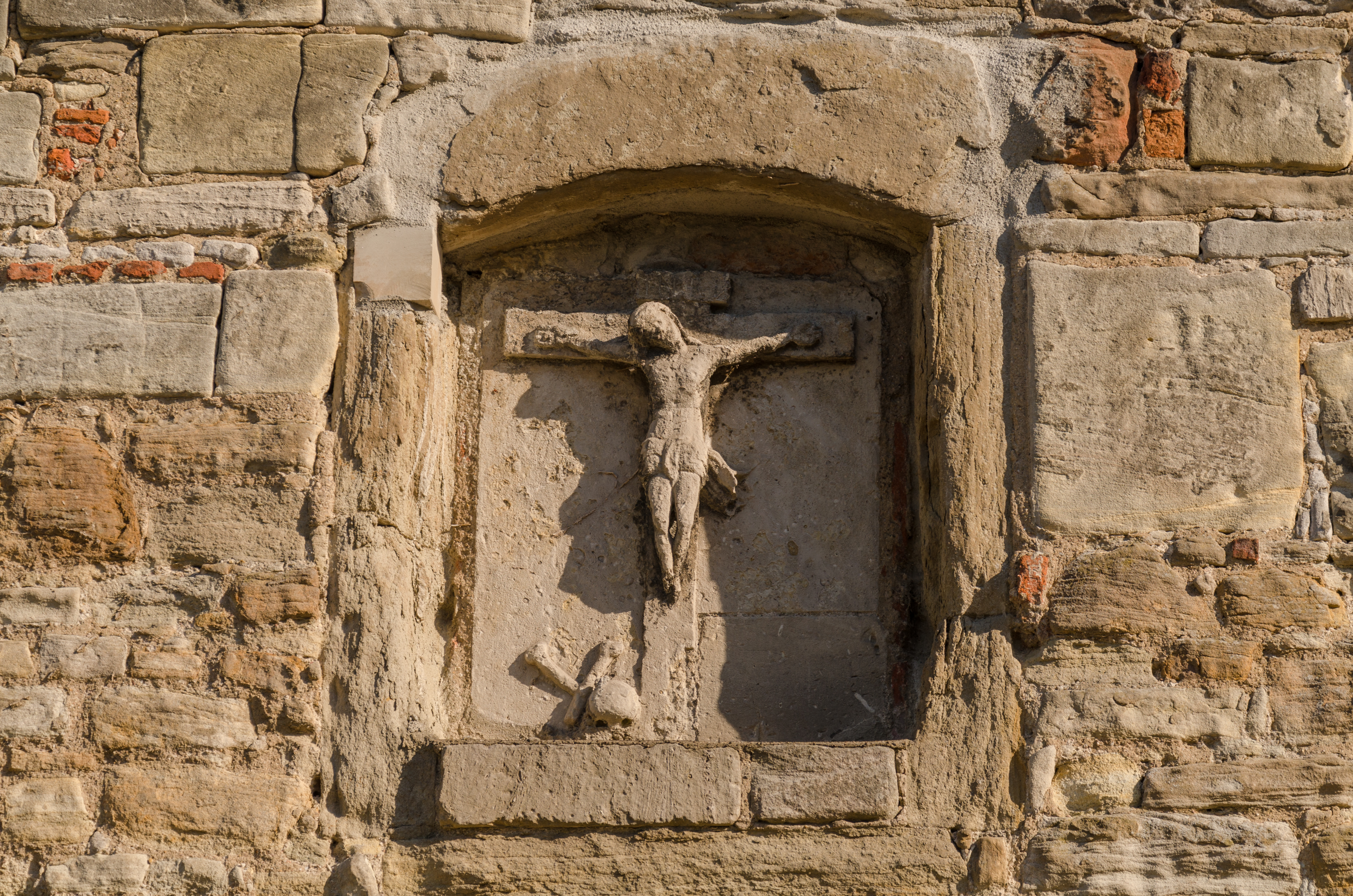
Kreuzigungsrelief am Nordtor
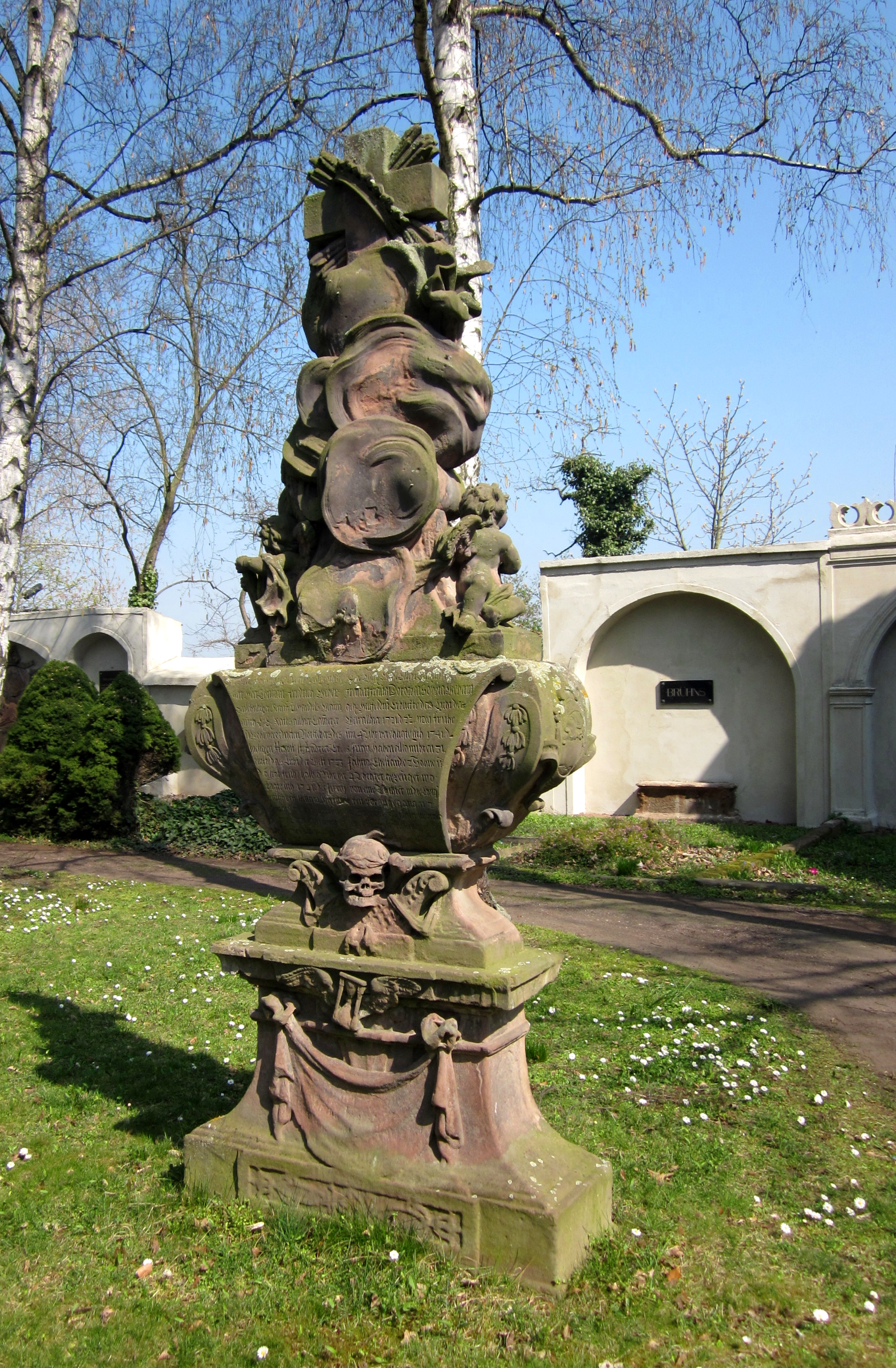
Grabmal der Kauf- und Handelsmannfamilie Weber (um 1730)
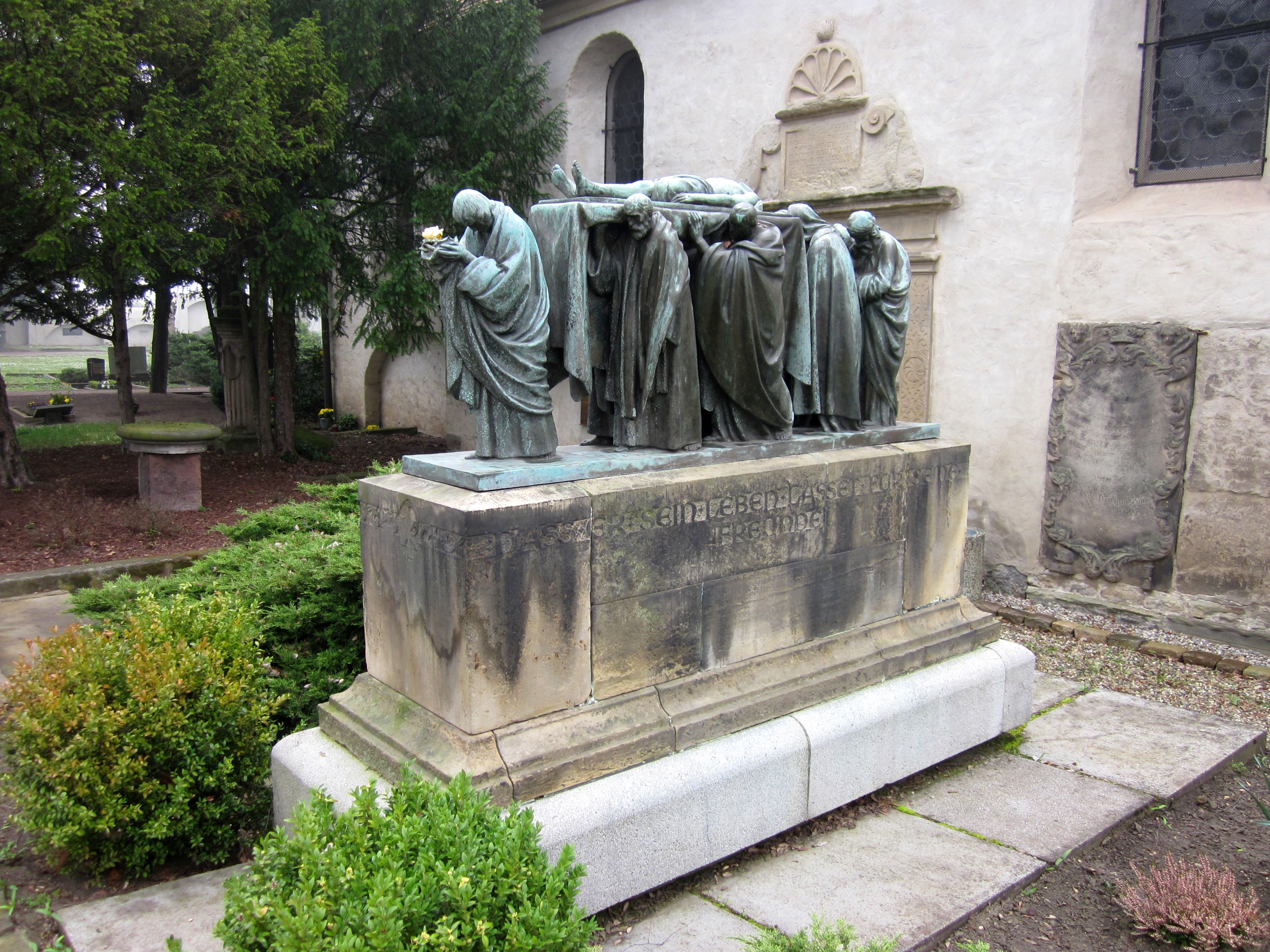
Grablegung Christi (Georg Busch, 1913)
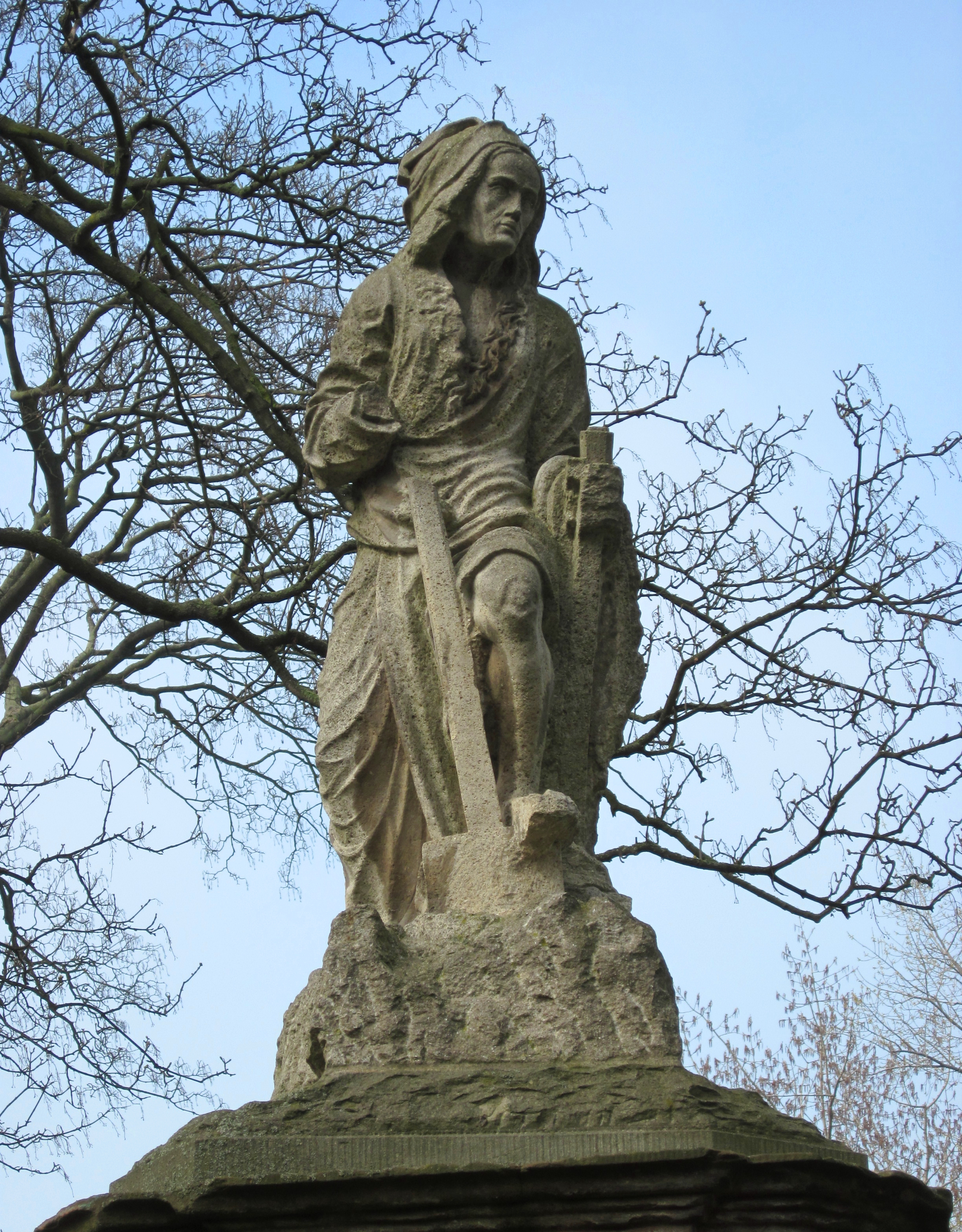
Totengräber (Christian Trothe, 1727)
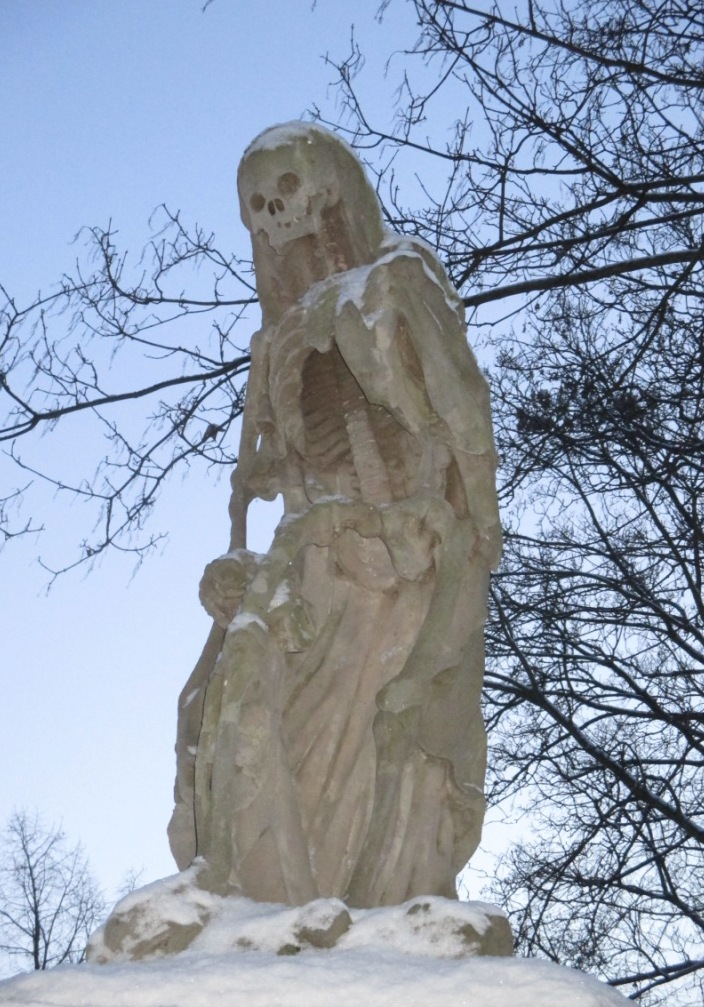
Tod (Christian Trothe, 1727)
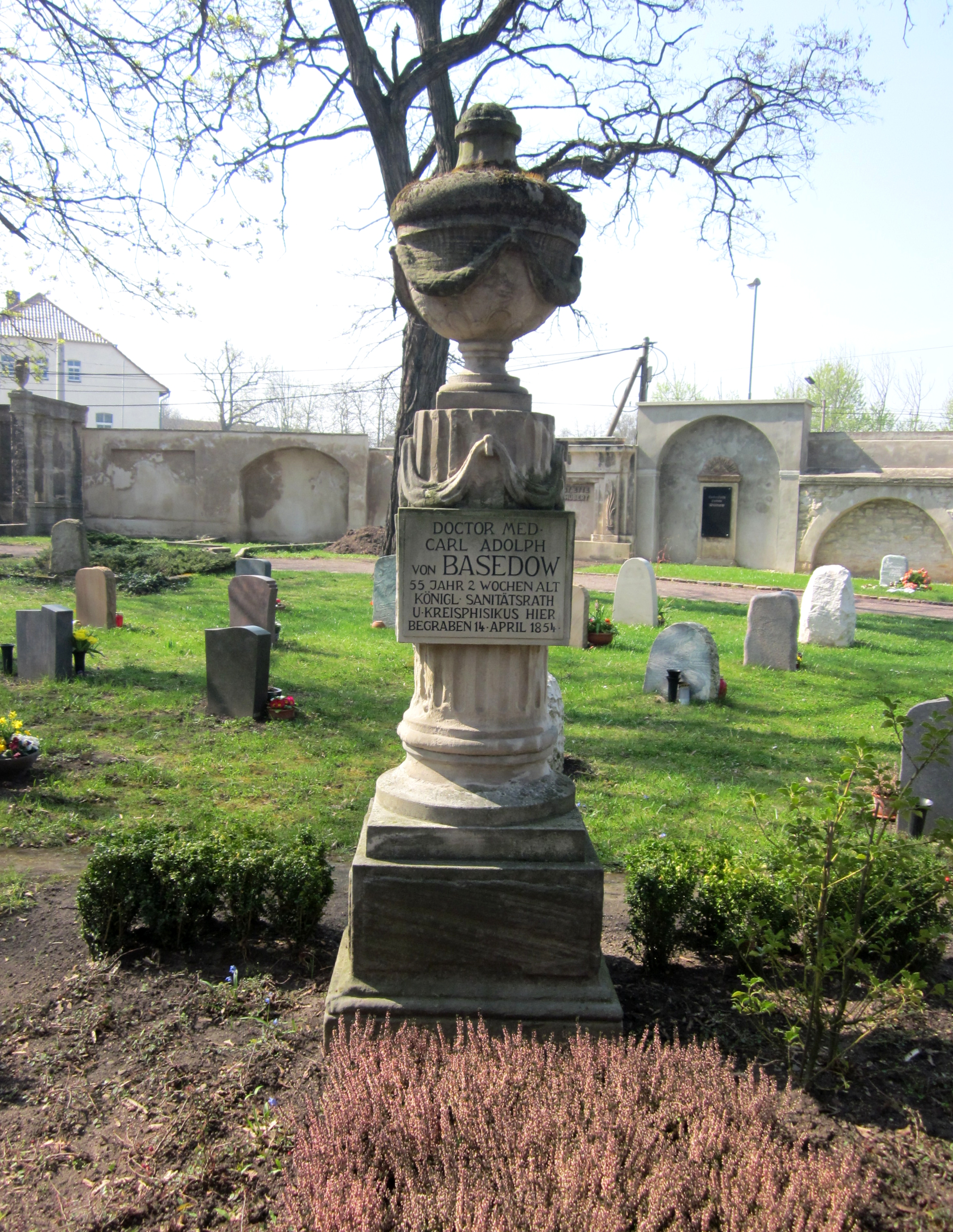
Grabstele Carl von Basedow (um 1905, Gedenkgrabmal mit Wiederverwendung einer klassizistischen Säule)
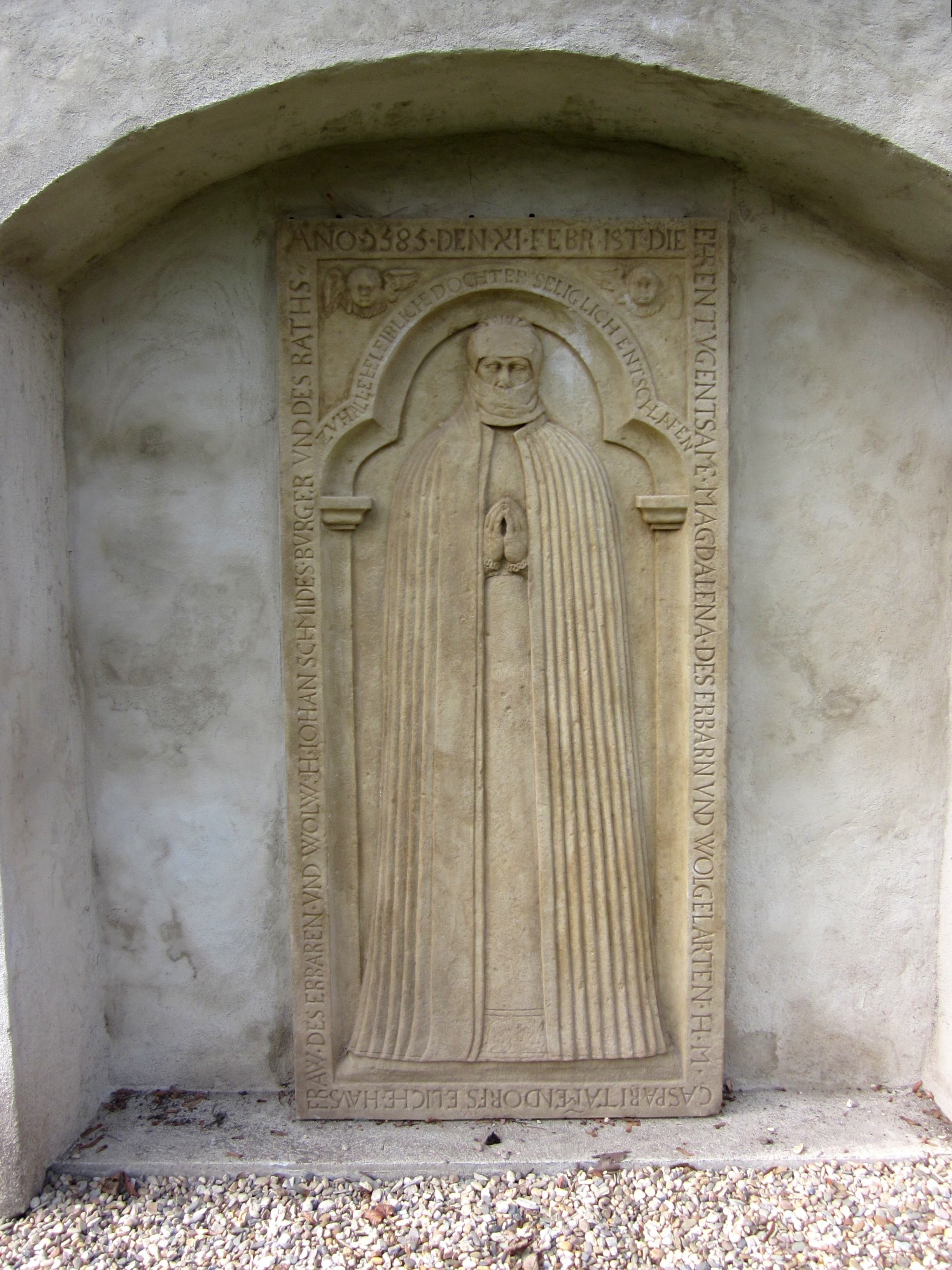
Pestnonne (um 1585, Grabmal Magdalena Tamendorf)
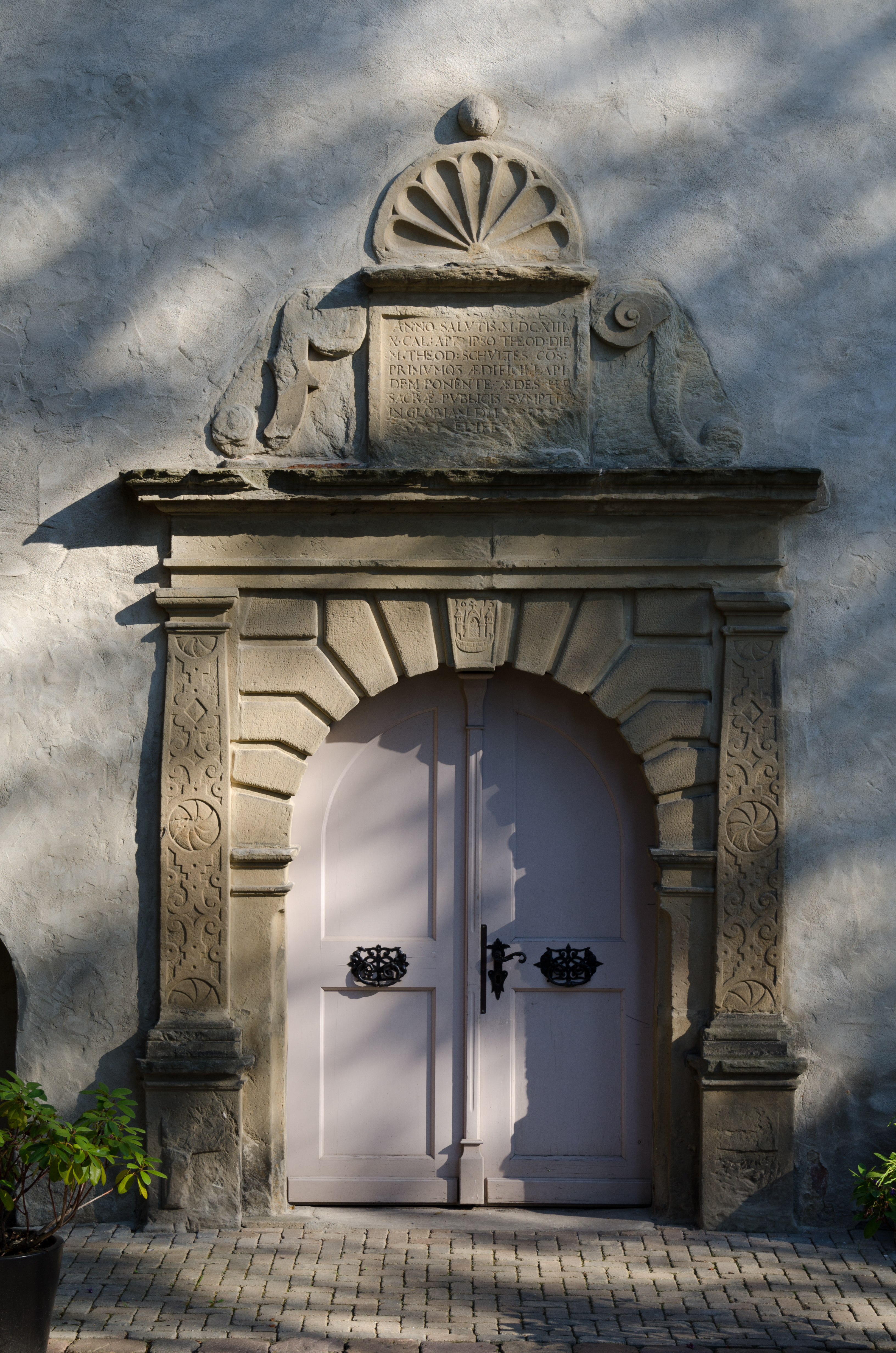
Renaissance-Portal Friedhofskirche (1613)
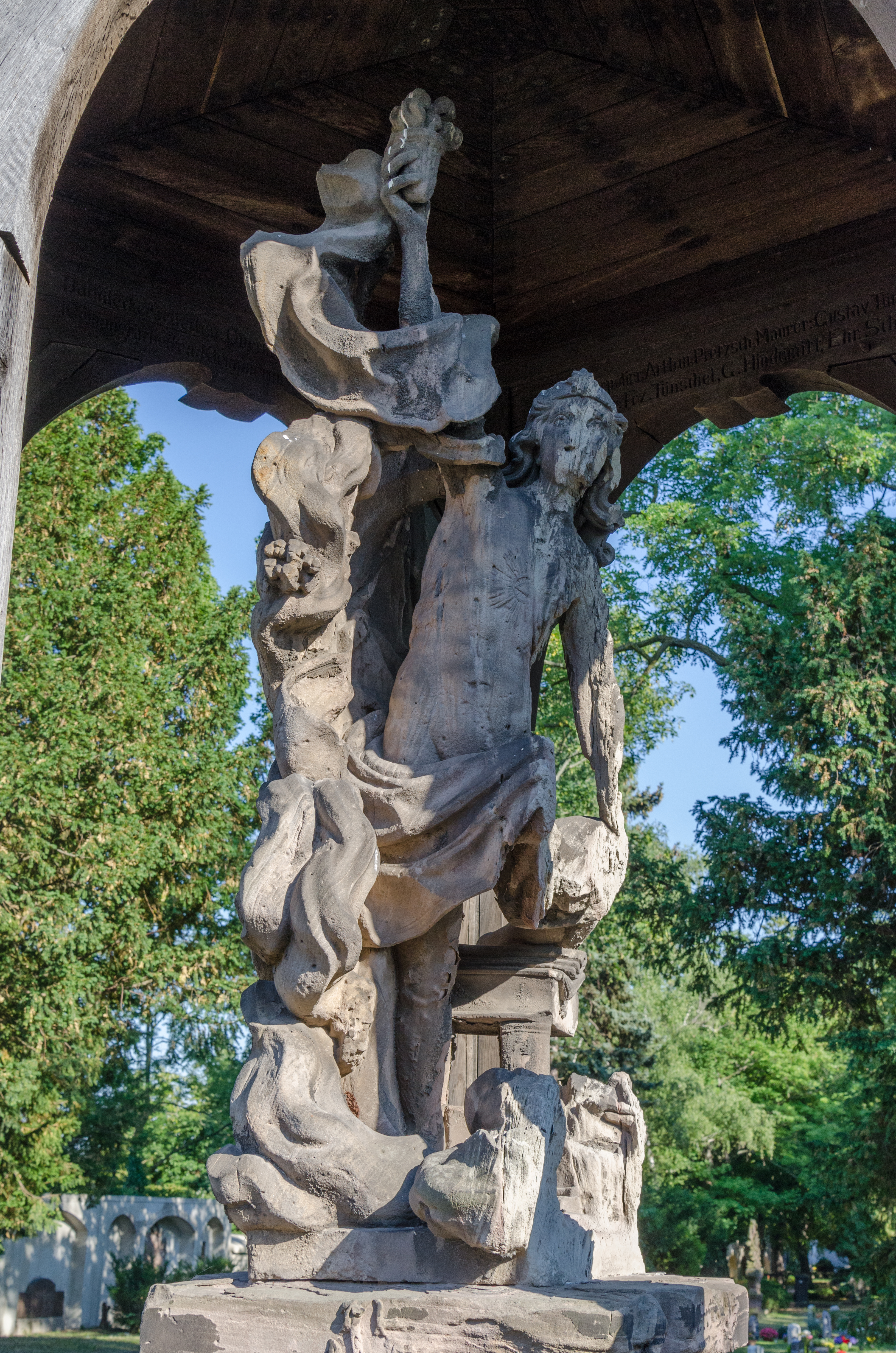
Grabmal
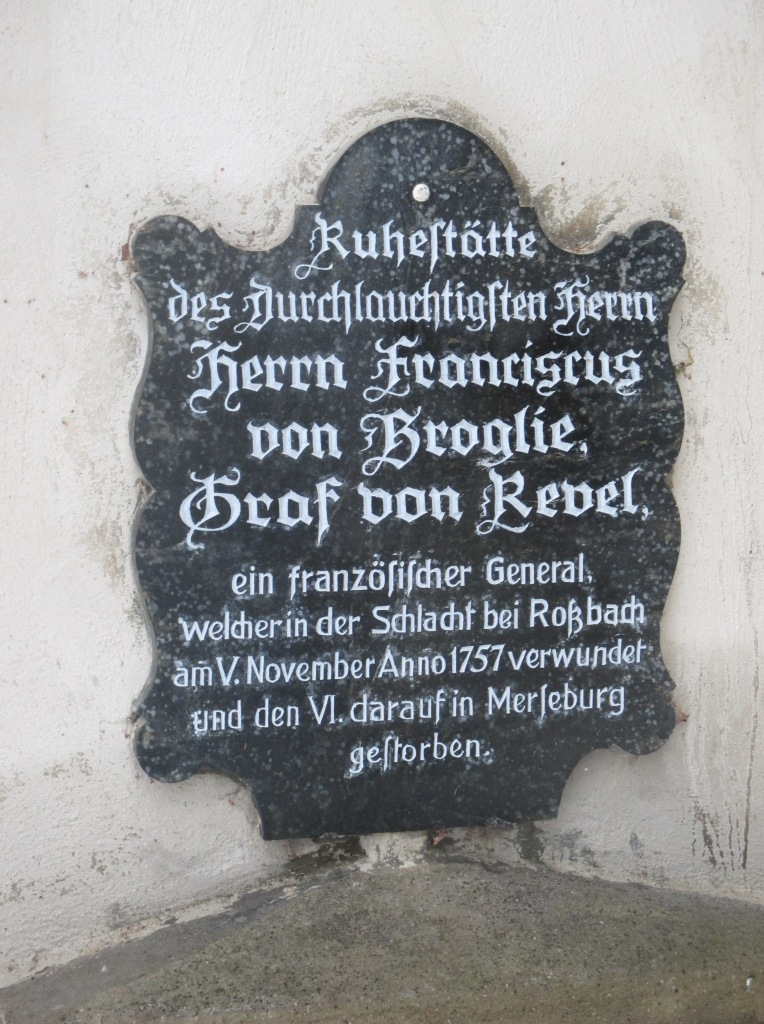
Grabmal des Generals de Broglie-Revel
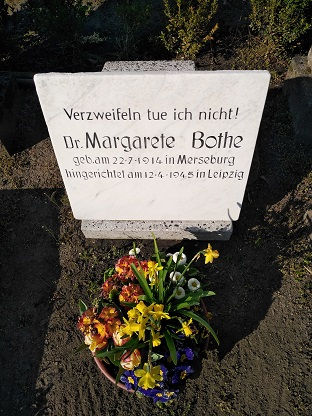
Grabstein Margarete Bothe
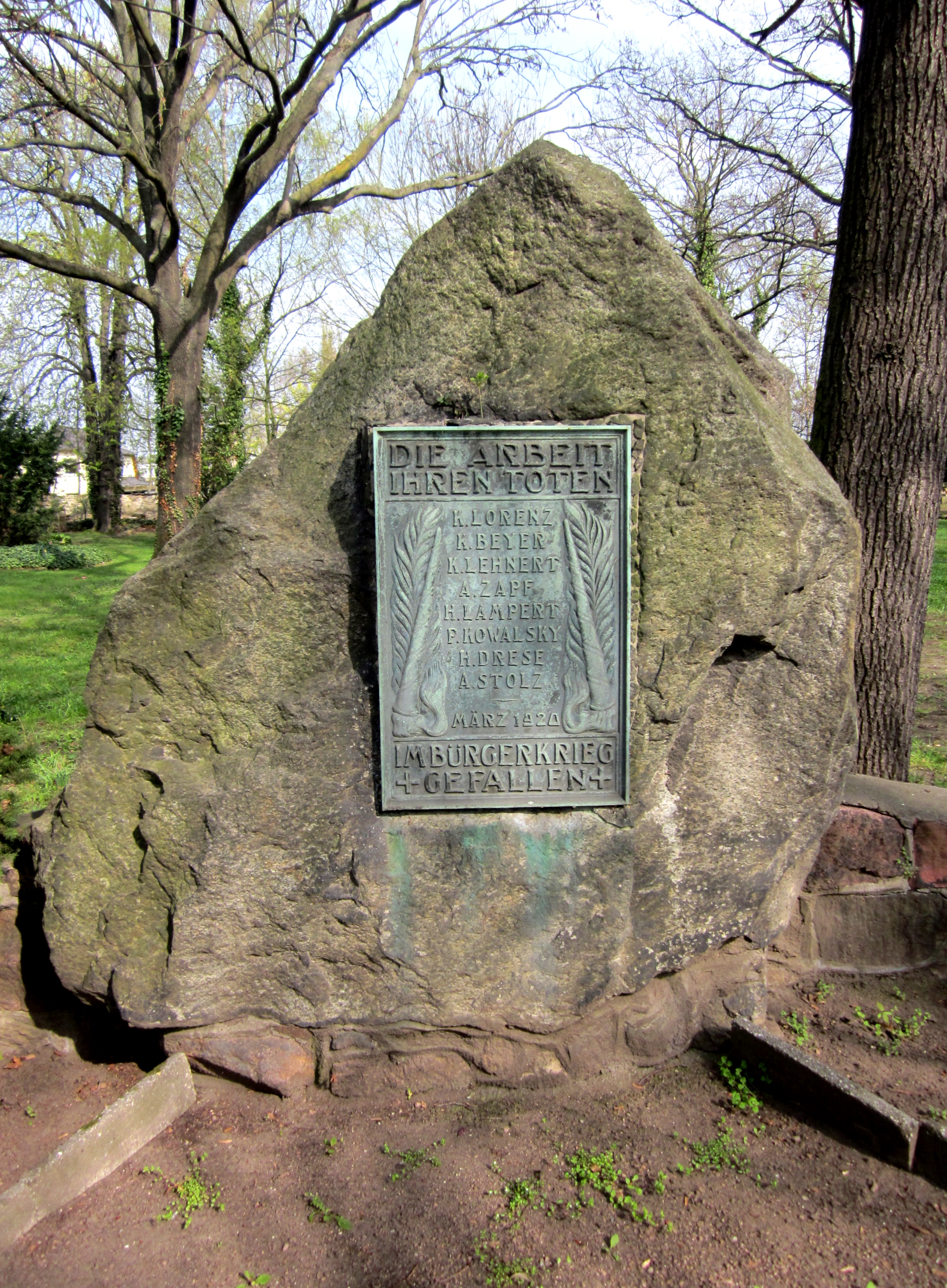
Gedenkstein für 8 Getötete im Bürgerkrieg März 1920 (Kapp-Putsch)
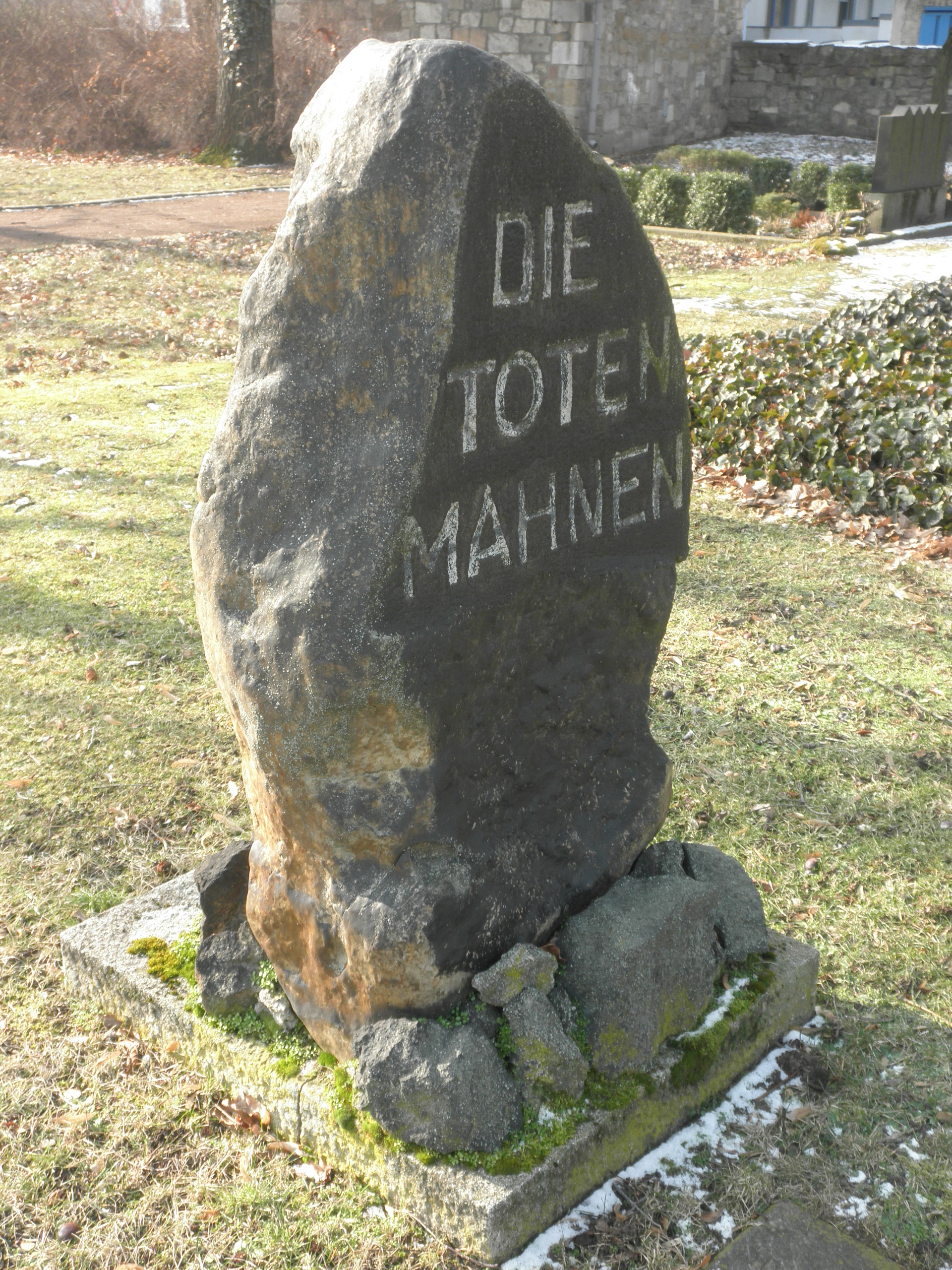
Gedenkstein Zweiter Weltkrieg
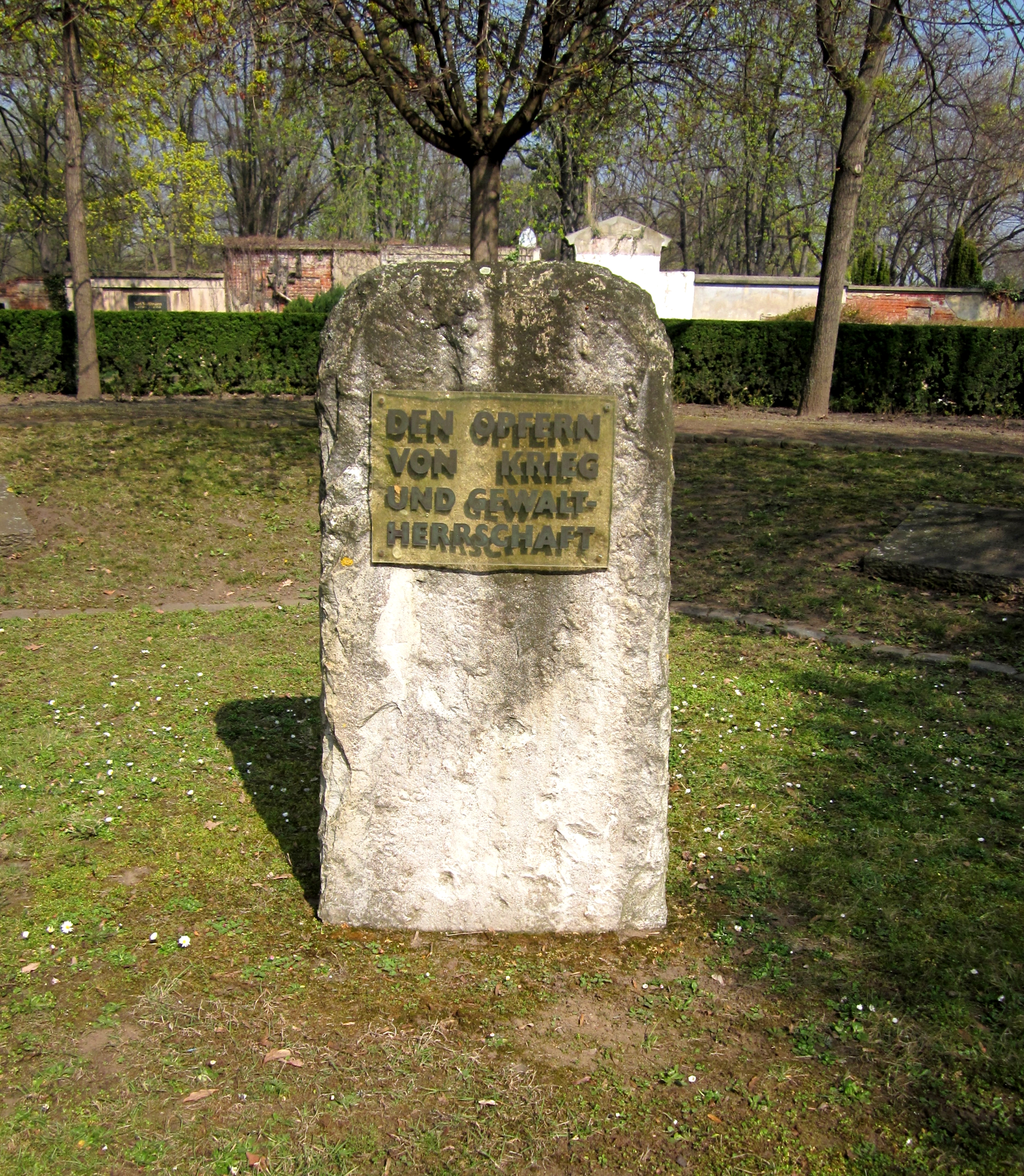
Gedenkstein für die Opfer von Krieg und Gewaltherrschaft (1994)